# Наближення ефективного середовища
Наближення ефективного середовища — підхід до моделювання макроскопічних властивостей композитних матеріалів, який вважає, що середовище, що містить численні включення різноманітних складників, можна задовільно замінити однорідним середовищем із певними середніми характеристиками. Зокрема, розроблено моделі, що задовільно описують електропровідність та діелектричну проникність композитних матеріалів. 
Зазвичай наближення ефективного середовища погано працює в області параметрів, близьких до якісних змін у системі, наприклад, поблизу порогу протікання. 

## Діелектрична проникність
Найкраще діелектричну проникність композитних матеріалів описує наближення Максвелла-Гарнетта, при виводі якого вважається, що композитний матеріал складається з матриці зі сферичними включеннями іншої речовини. Тоді ефективна діелектрична проникність {\displaystyle \varepsilon _{eff}} визначається з рівняння : 
{\displaystyle \left({\frac {\varepsilon _{eff}-\varepsilon _{m}}{\varepsilon _{eff}+2\varepsilon _{m}}}\right)=\delta _{i}\left({\frac {\varepsilon _{i}-\varepsilon _{m}}{\varepsilon _{i}+2\varepsilon _{m}}}\right)},
де {\displaystyle \varepsilon _{m}} - діелектрична проникність матриці, {\displaystyle \varepsilon _{i}} - діелектрична проникність включення, а {\displaystyle \delta _{i}} - частка об'єму, який займають включення. 

## Виноски
1. ↑  Choy, Tuck C. (1999). Effective Medium Theory. Oxford: Clarendon Press. ISBN 978-0-19-851892-1.